# Albert Rosengarten

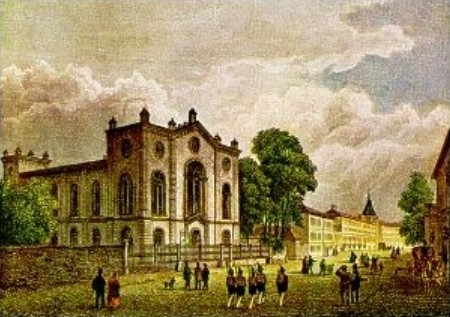
Synagogan i Kassel.

Albert (eller Albrecht) Rosengarten, född 1809 i Kassel, död 1893 i Wiesbaden, var en tysk arkitekt. 
Rosengarten studerade vid akademien i Kassel och utförde år 1839 synagogan där (förstörd 1938). Han var sedan verksam i Hamburg, där han efter branden 1842 utförde en mängd offentliga och enskilda byggnader. Han var även författare i arkitekturämnet och skrev läroboken Die architektonischen Stylarten (tredje upplagan 1874) m.fl.